# Institution Marmoutier
L'Institution Marmoutier est un établissement d'enseignement privé situé à Tours, dans le département d'Indre-et-Loire, dans l'emprise de l'ancienne abbaye de Marmoutier. Il offre des possibilités de scolarisation depuis l'école primaire jusqu'à l'enseignement supérieur.

## Histoire
L'Institution Marmoutier a été créée en 1848 après le rachat, l'année précédente, de l'ancienne abbaye par les sœurs du Sacré-Cœur.

## Formations dispensées

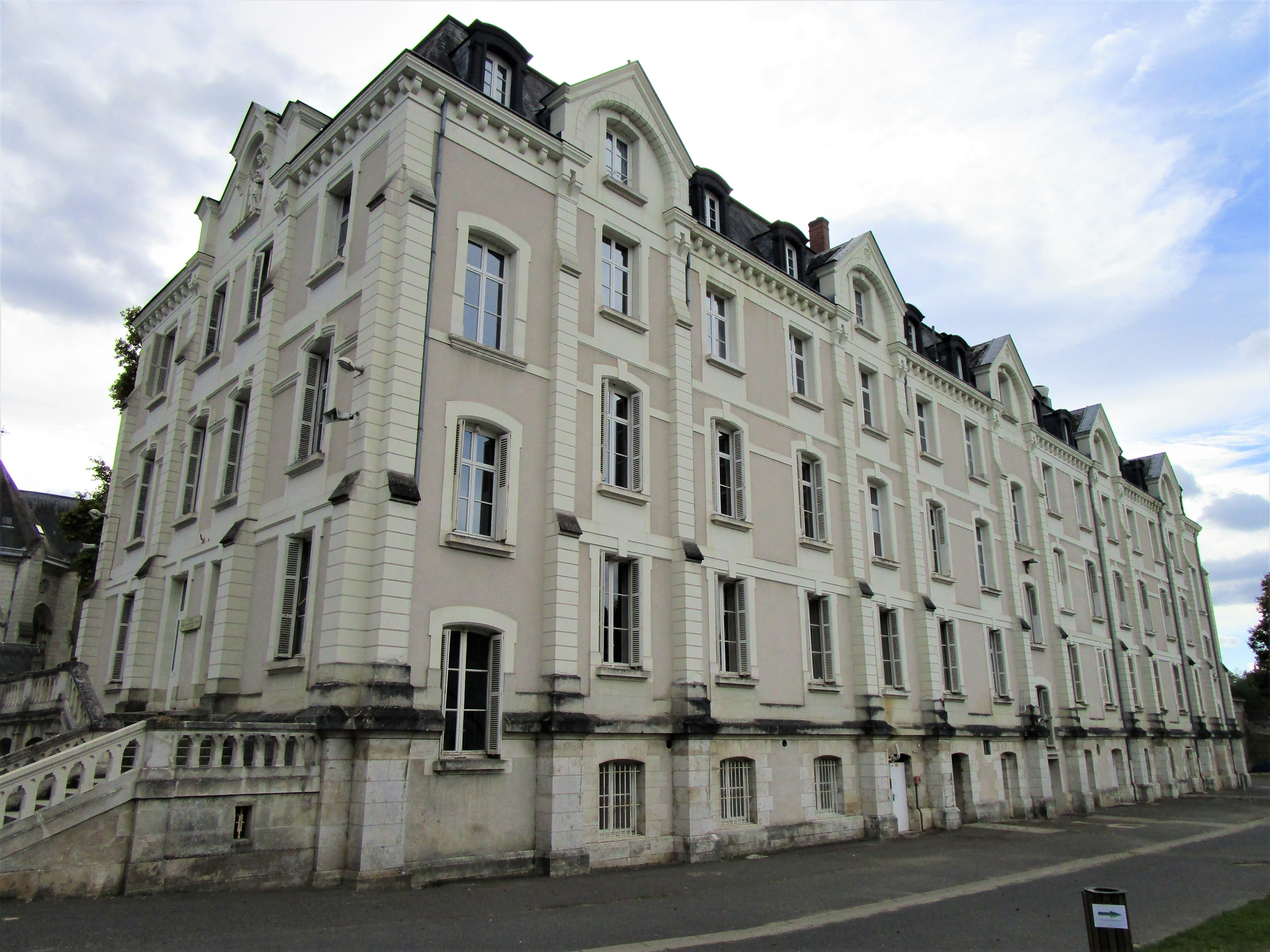
L'Institution Marmoutier.

En 2014, Marmoutier est un établissement scolaire, qui rassemble plus de 1 200 élèves et étudiants. L'enceinte renferme une école, un collège, un lycée général (1988), un lycée technologique (1968) et un lycée professionnel.
Marmoutier est aussi un établissement d'enseignement supérieur depuis 1984. Il existe en effet deux brevets de technicien supérieur (BTS) : 
- Analyses de biologie médicale
- BioAnalyses et Contrôles

Deux internats filles et garçons de la sixième à la terminale y sont présents.

## Classement du lycée
En 2015, le lycée se classe  11e sur 18 au niveau départemental quant à la qualité d'enseignement, et 1438e au niveau national. Le classement s'établit sur trois critères : le taux de réussite au bac, la proportion d'élèves de première qui obtient le baccalauréat en ayant fait les deux dernières années de leur scolarité dans l'établissement, et la valeur ajoutée (calculée à partir de l'origine sociale des élèves, de leur âge et de leurs résultats au diplôme national du brevet).

## L'Institution Marmoutier dans la littérature
L'écrivain tourangeau René Boylesve situe une partie de l'intrigue de ses romans Mademoiselle Cloque et La Jeune Fille bien élevée dans le pensionnat du Sacré-Cœur de Marmoutier, nom que portait l'établissement dans la seconde moitié du XIXe siècle.

## Pour en savoir plus